# Pomnik Cesarzowej Achai
Pomnik Cesarzowej Achai –pięciotomowa powieść fantastyczna (mieszanka science fiction i fantasy) Andrzeja Ziemiańskiego będąca kontynuacją jego powieści Achaja. 
Pierwszy tom ukazał się nakładem wydawnictwa Fabryka Słów w kwietniu 2012, drugi w lutym 2013, trzeci w lutym 2014, czwarty w listopadzie 2014 roku, a piąty 18 maja 2016 r. Pierwotnie Pomnik Cesarzowej Achai miał być jedynie opowiadaniem i ukazać się zaraz po premierze III tomu Achai. Według Andrzeja Ziemiańskiego Pomnik Cesarzowej Achai jest drugą częścią trylogii i ze względów wydawniczych ma objętość pięciu tomów.
Akcja powieści toczy się tysiąc lat po wydarzeniach opisanych w  Achai.